# Centrale de Kriel
 (mai 2023).
Si vous disposez d'ouvrages ou d'articles de référence ou si vous connaissez des sites web de qualité traitant du thème abordé ici, merci de compléter l'article en donnant les références utiles à sa vérifiabilité et en les liant à la section « Notes et références ».
La centrale de Kriel est une centrale thermique alimentée au charbon située au Mpumalanga en Afrique du Sud. Elle compte six unités individuelles générant chacune 500 MW.